# Pierre Lachambeaudie

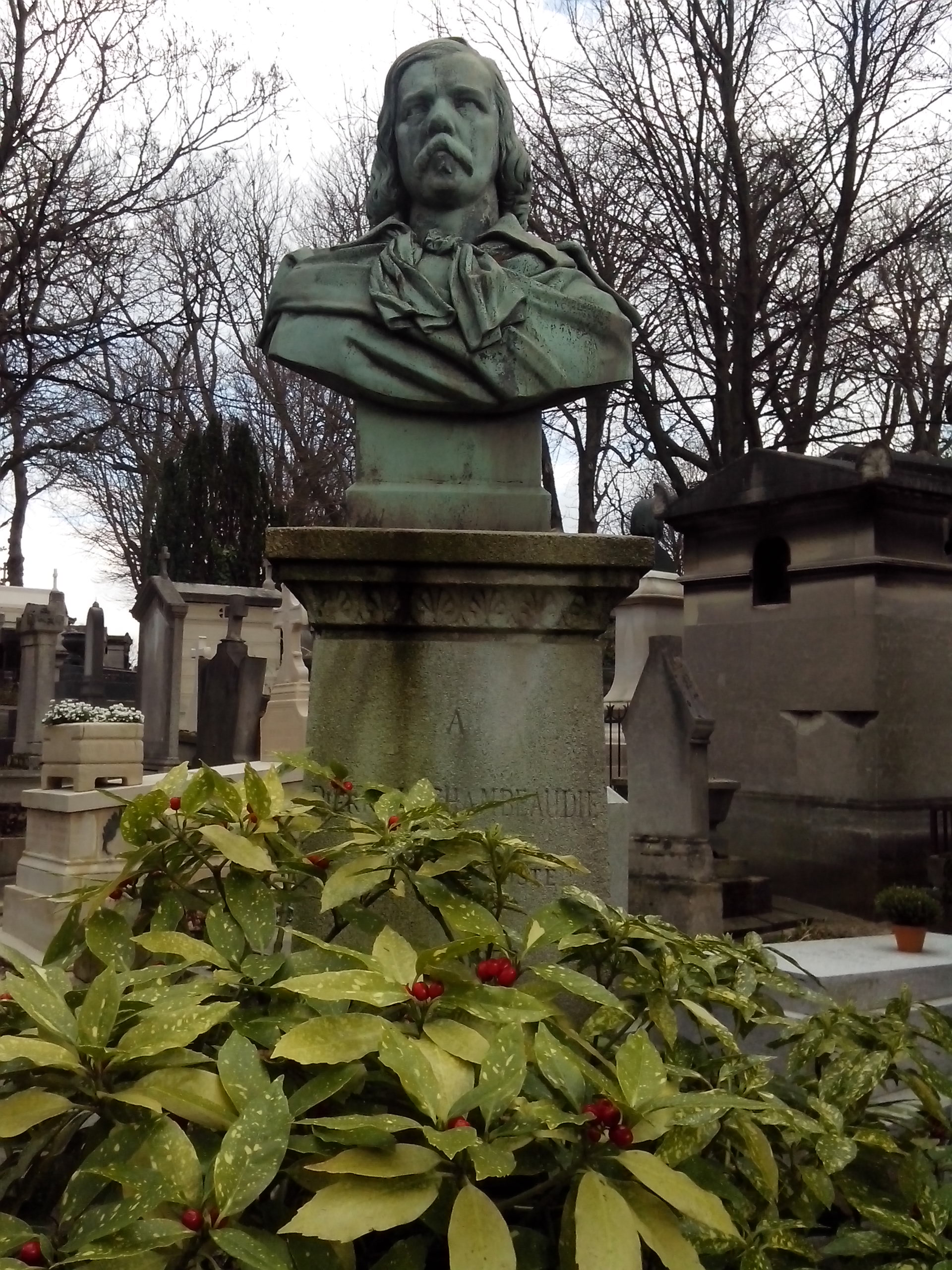
Grobowiec pisarza na cmentarzu Père-Lachaise

Pierre Lachambeaudie (ur. 16 grudnia 1807 koło Sarlat, zm. 7 lipca 1872 w Brunoy koło Paryża) – bajkopisarz francuski.
Zajmował się kupiectwem, a zarazem ogłosił w 1829 Essais poétiques, które zyskały mu sławę. W 1839 opublikował Fables populaires, wielokrotnie później wznawiane. Brał udział w rewolucji lutowej. Po zamachu 2 grudnia 1851 został zesłany do Cayenne (Gujana Francuska). Później zmieniono mu karę deportacji na banicję. Osiadł w Brukseli, gdzie utrzymywał się z pisania romansów. Wydał także Poésies nouvelles (1861).